# حارة الصياح (صنعاء)

تعديل مصدري - تعديل

حارة الصياح هي إحدى حارات حي شعوب بمديرية شعوب إحدى مديريات العاصمة اليمنية صنعاء، بلغ تعداد سكانها 3906 نسمة حسب تعداد اليمن لعام 2004.